# Обер-Костенц
Обер-Костенц (нем. Ober Kostenz) — община в Германии, в земле Рейнланд-Пфальц.
Входит в состав района Рейн-Хунсрюк. Подчиняется управлению Кирхберг. Население составляет 270 человек (на 31 декабря 2010 года). Занимает площадь 5,84 км².

## Фотографии

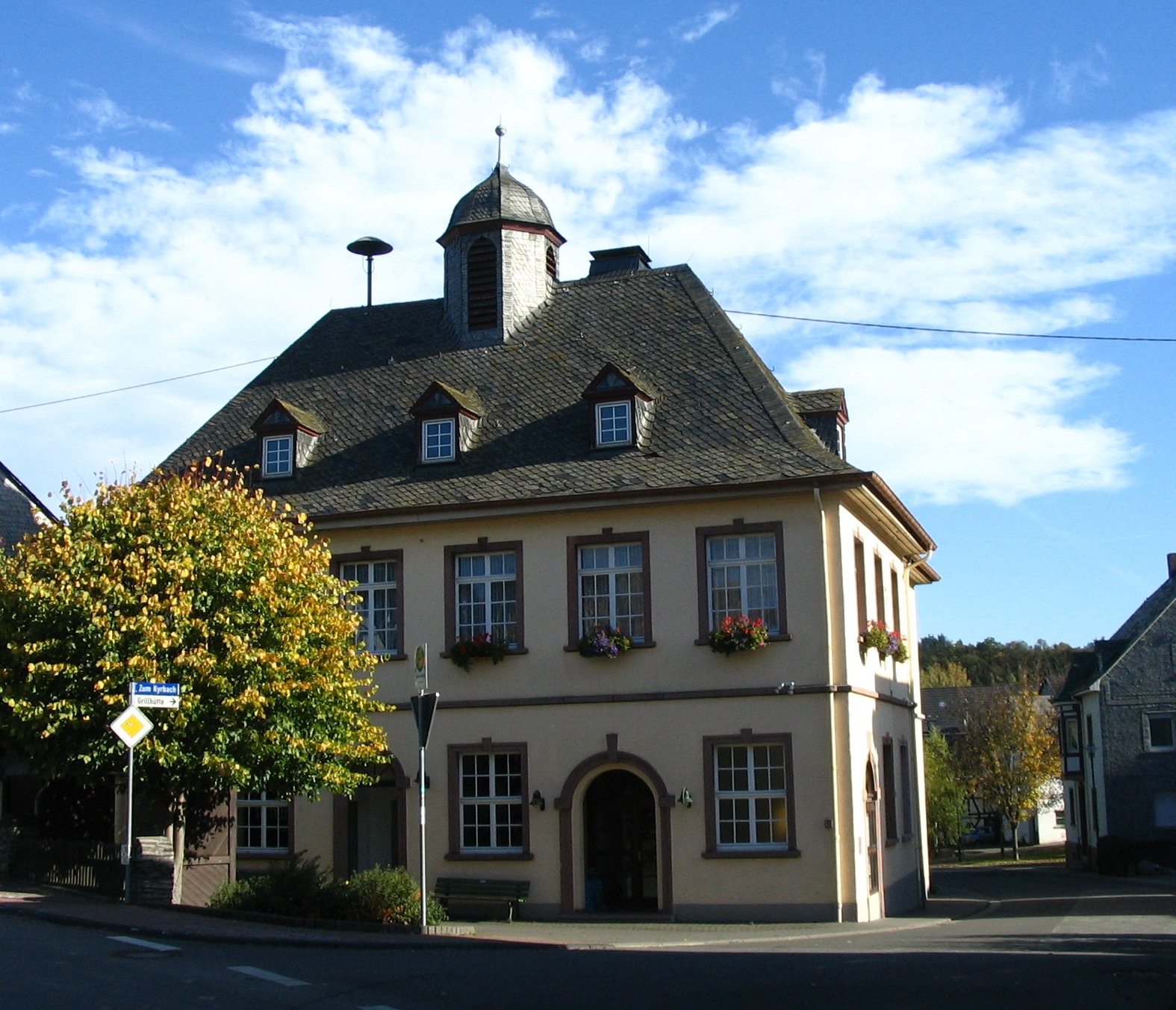
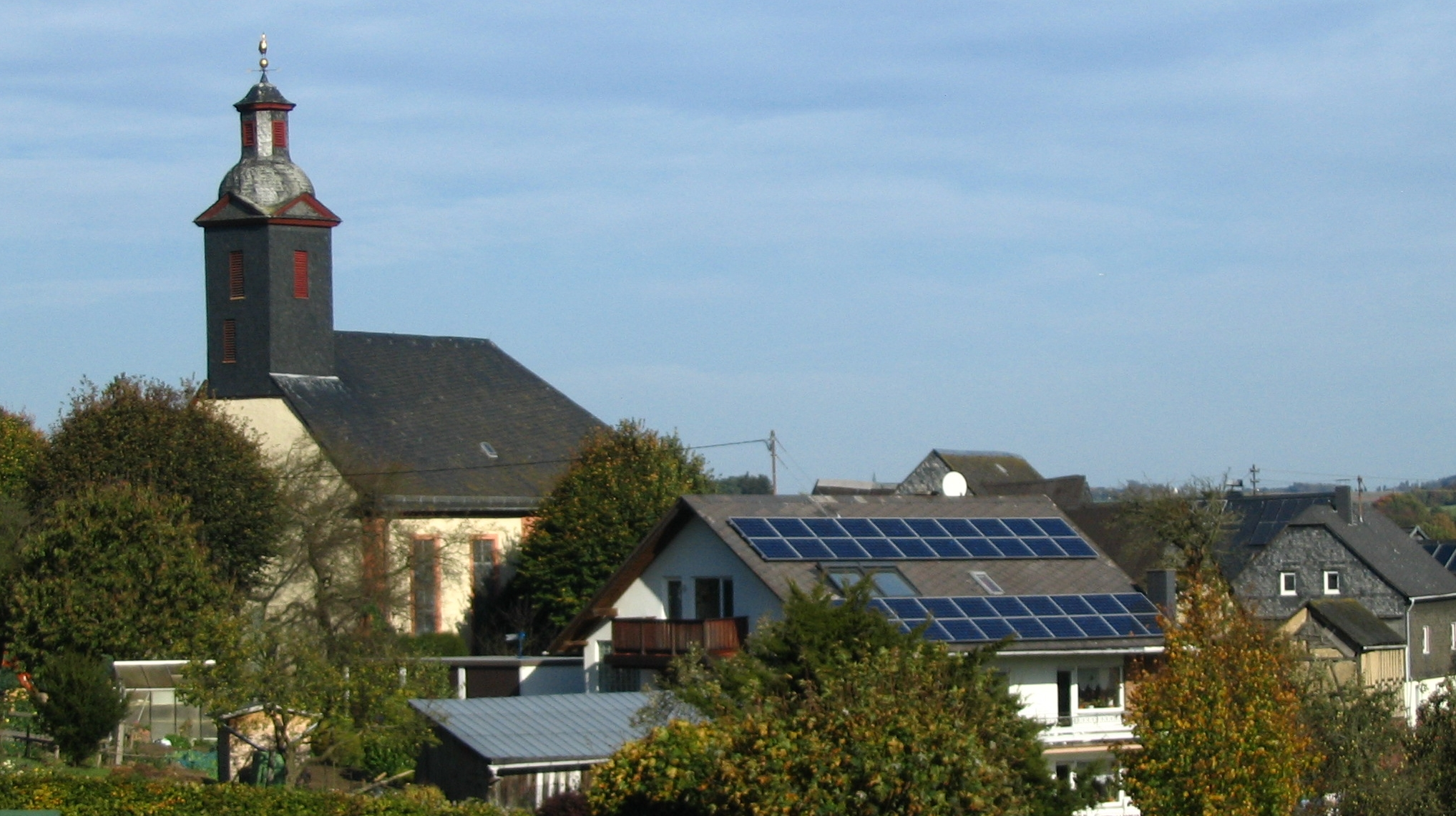
Церковь
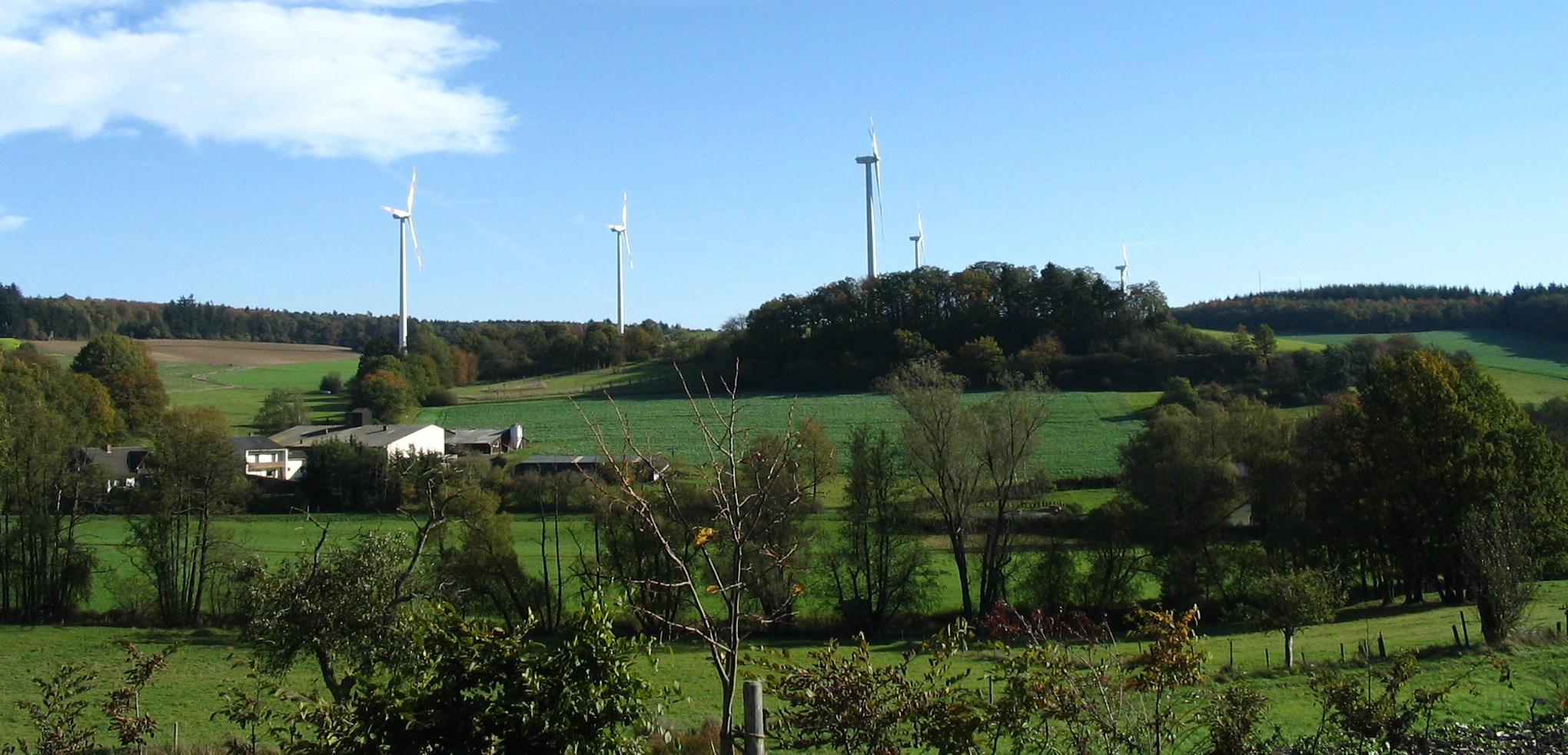